# 조제 레안드루 페헤이라
조제 레안드루 지 소자 페헤이라(포르투갈어: José Leandro de Souza Ferreira, 1959년 3월 17일, 히우 지 자네이루 주 카부 프리우 ~)는 흔히 레안드루(포르투갈어: Leandro)로 알려진 브라질의 전직 축구 선수로, 현역 시절 수비수로 활약했다.
그는 현역 시절 전부를 플라멩구에서 보냈는데, 초기에는 우측 중앙 수비수로서, 1983년부터는 중앙 수비수로서 활약했다. 그는 1980년대에 브라질 국가대표팀에서도 활약하며 1982년 월드컵에 참가했다.

## 클럽 경력
레안드루는 현역 시절 전부를 플라멩구에서 보내며 브라질 전국 리그를 4번, 캄페오나투 카리오카를 5번, 코파 리베르타도레스를 1번 우승했고, 리버풀과의 인터콘티넨털컵도 우승했다. 그는 플라멩구에서 총 417번의 경기에 출전해 14골을 기록했다.

## 국가대표팀 경력
레안드루는 1981년 9월부터 1986년 5월까지 브라질 국가대표팀 경기에 27번 출전해 2골을 기록했다. 그는 1982년 월드컵에 지쿠, 주니오르, 파우캉, 소크라치스 외에도 에데르, 토니뉴 세레주를 비롯한 거물급 선수들이 넘처나는 브라질 선수단 일원으로 참가했다. 브라질 선수단은 중원에 창의적인 미드필더들이 넘처나는 선수단을 앞세워 매력적인 공격 축구를 대회 내내 선보였지만, 숙적이자 전 대회 우승국 아르헨티나와 나중에 우승을 차지하는 이탈리아와 2차 조별 리그에서 "죽음의 조"로 들어간 가운데 준결승전에 오르지 못하고 탈락했다.
레안드루는 1983년 코파 아메리카에도 참가했는데, 브라질은 이 대회를 준우승으로 마감했다. 원칙주의적이었던 그는 동료였던 헤나투를 선수단에서 배제한 텔레 산타나 감독과 마찰을 빚고 멕시코에서 열린 1986년 월드컵에 참가하기를 거절했다.

## 은퇴 후
레안드루는 1990년에 31세의 나이로 축구화를 벗었다. 그는 현재 고향 카부 프리우에서 식당을 경영하고 있다.

## 경기 방식
역대 최고의 브라질 수비수로 손꼽혔던 레안드루는 공격적인 우측 수비수나 우측 중앙 수비수로 활약했다. 이 보직으로, 그는 공격진에게 공을 정확히 배급하거나, 직접 문전을 노리기도 했다. 그는 공몰이로 상대 선수를 제치고 전진할 수 있었다. 레안드루는 양쪽 측면은 공수 양면으로 능수능란하게 맡을 수 있었다. 그는 최우측 전방으로도 올라가기도 하지만, 유사시 수비하러 진영으로 돌아올 수 있었다.
1985년에 수 차례 무릎 부상으로 수술을 받은 후, 레안드루는 중앙 수비수로 더 기용되었고, 이 보직으로도 성공적으로 활약해 브라질 국가대표팀에서도 중앙 수비를 맡기도 했다.

## 수상

### 클럽
플라멩구
- 캄페오나투 카리오카: 1978, 1979, 1979, 1981, 1986
- 캄페오나투 브라질레이루 세리이 A: 1980, 1982, 1983
- 코파 우니앙: 1987
- 인터콘티넨털컵: 1981
- 코파 리베르타도레스: 1981
- 코파 두 브라지우: 1990

### 수상
- 볼라 지 프라타: 1982, 1985[3]